# Arcering
Arcering is een techniek die veel wordt gebruikt in pen- en potloodtekeningen, maar ook bij technieken zoals etsen en kopergravures is deze techniek belangrijk.
Arcering is een combinatie van lijnen die zo verschillende dieptes, effecten en uitdrukkingen weergeven. Door middel van arcering kan onder andere schaduw worden aangebracht in een tekening. Door het aanbrengen van rechte, evenwijdige en soms gekruiste lijnen worden lichte en donkere oppervlakken gecreëerd. Hoe dichter de strepen op elkaar staan, hoe donkerder het geheel oogt.
Bij het etsen, pentekenen en schetsen is het een vorm van etsen/tekenen om zo indruk te geven van:
- kleur of toon
- licht en schaduw
- lichting
- stofuitdrukking
- diverse combinaties hiervan

Arceringen werden vroeger, maar ook nu nog, veel toegepast bij het maken van prenten. In een pentekening is arceren niet weg te denken. Het is namelijk dé manier om de diepzwarte inkt te plaatsen op het veelal witte papier. Bij oude prenten, uitgesneden uit hout, werd er veel van arcering gebruikgemaakt. In de etstechniek is deze manier van werken belangrijk en niet weg te denken daar een ets veelal uit arceringen bestaat.
Arceringen in bouwkundige tekeningen geven de diverse materialen aan, bijvoorbeeld in detailtekeningen. Zo is het te zien of hard- of naaldhout is bedoeld en welke muur in schoon metselwerk moet worden uitgevoerd. Afwijkende arceringen moeten in een renvooi op tekening worden gezet.

## Techniek
Er zijn verschillende vormen waarop men arceringen kan aanbrengen.
De meest voorkomende zijn:
- Parallel-arcering

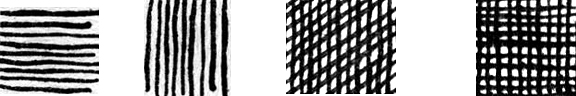
Parallel- en kruis-arcering

Hierbij lopen de lijnen evenwijdig aan elkaar. De lijnen worden hierbij altijd horizontaal, verticaal of diagonaal geplaatst. De lijnen kunnen dichter (donkerder effect) en verder (lichter effect) van elkaar geplaatst worden. Door de lijnen de gelijke afstand onderling te geven krijg je het effect van een grijstoon. De lijnen kunnen ook van dik naar dun naast elkaar geplaatst worden wat het effect geeft van een verloop. Mogelijkheid is ook de onderlinge afstand van de lijnen steeds wat te vergroten wat ook het verloop effect geeft.
- Kruis-arcering

De lijnen worden hierbij kruislings geplaatst op papier. Dat kan dan in combinatie met alle vormen lijnen vernoemd onder parallel-arcering.
- Reliëf-arcering

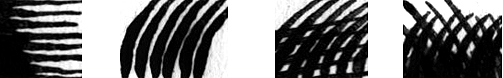
Reliëf-arcering

De lijnen zijn hier wat gebogen en kunnen van dik naar dun uitlopen maar ook kan er dan gebruikgemaakt worden van de kruis-arcering. Deze manier wordt veel gebruikt bij etsen en koper gravures. Bij het tekenen op papier wordt met deze techniek weleens gepraat over haakjes-arcering omdat de lijnen dan zeer kort op het papier geplaatst worden.
- Stofuitdrukking-arcering

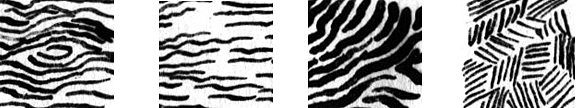
Stofuitdrukking-arcering

Hierbij is het een combinatie van alle arceringen door elkaar mogelijk, maar wel geordend. Dikke- dunne lijnen, dicht- ver van elkaar geplaatste lijnen. Maakt niet uit maar met deze techniek is het belangrijkste dat je duidelijk ziet dat het hout, stof, steen of ander materiaal is.
- Vrije-arcering

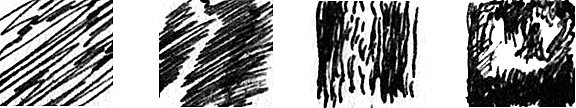
Vrije-arcering

Hierbij is alles mogelijk en zijn er geen beperkingen in het arceren. Het gaat er hier om het gewenste resultaat te bereiken, het effect dat op papier moet komen en de uitdrukkingen daarvan. Veel zie je deze techniek in pentekeningen maar ook de etsen vertonen veel van deze manier van werken.
Bij het werken met arceringen in pentekenen zal veel gebruikgemaakt worden van deze vijf technieken maar daar wordt dan ook nog het pointillisme bijgevoegd om zo nog meer details te verkrijgen. Ook is arceren zeer belangrijk bij het schetsen omdat het snel en doeltreffend is en je een duidelijk en snel beeld krijgt van het object of landschap.

## Materiaal
Materialen die gebruikt kunnen worden om arcering toe te passen zijn:
- Potlood
- Kleurpotlood
- Houtskool
- Peninkt
- Viltstiften
- Verschillende soorten krijt